# Odunboğazı, Şereflikoçhisar
Odunboğazı là một xã thuộc huyện Şereflikoçhisar, tỉnh Ankara, Thổ Nhĩ Kỳ. Dân số thời điểm năm 2011 là 60 người.